# Scleroconidioma sphagnicola
Scleroconidioma sphagnicola är en svampart som beskrevs av Tsuneda, Currah & Thormann 2000. Scleroconidioma sphagnicola ingår i släktet Scleroconidioma, klassen Dothideomycetes, divisionen sporsäcksvampar och riket svampar.   Inga underarter finns listade i Catalogue of Life.